# Jean-Baptiste Léo
Jean-Baptiste Léo (Lione, 3 maggio 1996) è un calciatore francese, attaccante del PAS Giannina.

## Carriera
Ha giocato nella massima serie greca e in quella lettone.

## Statistiche

### Presenze e reti nei club
Statistiche aggiornate al 16 luglio 2022.
| Stagione            | Squadra             | Campionato          | Campionato | Campionato | Coppe nazionali | Coppe nazionali | Coppe nazionali | Coppe continentali | Coppe continentali | Coppe continentali | Altre coppe | Altre coppe | Altre coppe | Totale | Totale |
| Stagione            | Squadra             | Comp                | Pres       | Reti       | Comp            | Pres            | Reti            | Comp               | Pres               | Reti               | Comp        | Pres        | Reti        | Pres   | Reti   |
| ------------------- | ------------------- | ------------------- | ---------- | ---------- | --------------- | --------------- | --------------- | ------------------ | ------------------ | ------------------ | ----------- | ----------- | ----------- | ------ | ------ |
| 2013-2014           | Sochaux 2           | CFA                 | 5          | 0          |                 | -               | -               |                    | -                  | -                  |             | -           | -           | 5      | 0      |
| 2014-2015           | Sochaux 2           | CFA                 | 13         | 0          |                 | -               | -               |                    | -                  | -                  |             | -           | -           | 13     | 0      |
| 2015-2016           | Sochaux 2           | CFA                 | 25         | 0          |                 | -               | -               |                    | -                  | -                  |             | -           | -           | 25     | 0      |
| 2016-2017           | Sochaux 2           | CFA 2               | 19         | 0          |                 | -               | -               |                    | -                  | -                  |             | -           | -           | 19     | 0      |
| Totale Sochaux 2    | Totale Sochaux 2    | Totale Sochaux 2    | 62         | 0          |                 | -               | -               |                    | -                  | -                  |             | -           | -           | 62     | 0      |
| 2016-2017           | Sochaux             | L2                  | 0          | 0          | CF+CdL          | 0+1             | 0+0             |                    | -                  | -                  |             | -           | -           | 1      | 0      |
| 2017-2018           | Chania-Kissamikos   | FL                  | 28         | 8          | CG              | 1               | 0               |                    | -                  | -                  |             | -           | -           | 29     | 8      |
| 2018-2019           | PAS Giannina        | SL                  | 14         | 1          | CG              | 0               | 0               |                    | -                  | -                  |             | -           | -           | 14     | 1      |
| 2019-2020           | PAS Giannina        | SL2                 | 20         | 10         | CG              | 4               | 0               |                    | -                  | -                  |             | -           | -           | 24     | 10     |
| 2020-2021           | PAS Giannina        | SL                  | 20         | 2          | CG              | 2               | 1               |                    | -                  | -                  |             | -           | -           | 22     | 3      |
| Totale PAS Giannina | Totale PAS Giannina | Totale PAS Giannina | 54         | 13         |                 | 6               | 1               |                    | -                  | -                  |             | -           | -           | 60     | 14     |
| 2021                | Riga FC             | VL                  | 21         | 4          | CL              | 1               | 0               | UCL+UECL           | 1+6                | 0+1                |             | -           | -           | 29     | 5      |
| Totale carriera     | Totale carriera     | Totale carriera     | 165        | 25         |                 | 9               | 1               |                    | 7                  | 1                  |             | -           | -           | 181    | 27     |

## Palmarès

### Club

#### Competizioni nazionali
- Souper Ligka Ellada 2: 1

PAS Giannina: 2019-2020